# La Giettaz
La Giettaz este o comună în departamentul Savoie din sud-estul Franței. În 2009 avea o populație de 448 de locuitori.

## Evoluția populației
| An        | 1975 | 1982 | 1990 | 1999 | 2006 | 2009 |
| --------- | ---- | ---- | ---- | ---- | ---- | ---- |
| Populație | 452  | 475  | 506  | 488  | 458  | 448  |